# Tester-Nunatak
Der Tester-Nunatak ist ein Nunatak an der Küste des ostantarktischen Mac-Robertson-Lands. Er ist der südlichste dreier Nunatakker im nördlichen Teil der Manning-Nunatakker. Zu den beiden anderen gehört der Kenneth Ridge ganz im Norden, dem sich südlich der Mitchell-Nunatak anschließt.
Luftaufnahmen dieses und der benachbarten Nunatakker entstanden bei der US-amerikanischen Operation Highjump (1946–1947) und 1957 im Rahmen der Australian National Antarctic Research Expeditions (ANARE). Teilnehmer einer sowjetischen Antarktisexpedition besuchten sie im Jahr 1965. Gleiches gilt für eine ANARE-Mannschaft im Jahr 1969, deren eigentliches Zielgebiet die Prince Charles Mountains waren. Namensgeber des hier beschriebenen Nunatak ist der Flugzeugingenieur J. Tester, ein Mitglied dieser Mannschaft.